# Gustav Steinmann
Johann Heinrich Conrad Gottfried Gustav Steinmann (* 9. April 1856 in Braunschweig; † 7. Oktober 1929 in Bonn) war ein deutscher Geologe und Paläontologe. Er war erster Direktor der neu errichteten geologisch-paläontologischen Institute an den Universitäten Freiburg im Breisgau und Bonn (siehe Ehrungen und Auszeichnungen). Sein offizielles botanisches Autorenkürzel lautet „Steinm.“.
Als für die damalige Zeit herausragend gelten seine regionalgeologischen Arbeiten, z. B. über Südamerika, und seine modernen Ansichten zur Alpengeologie.

## Leben
Seine Vorfahren waren Landwirte in Woltorf bei Braunschweig, sein Vater in der Militärverwaltung und danach in der des Hoftheaters. Schon als Schüler interessierte er sich für Naturwissenschaft und hatte ein eigenes kleines Gewächshaus im Garten der Familie. Nach dem Studium in Braunschweig und München, wo er bei Karl von Zittel 1877 über fossile Hydrozoen aus der Familie der Coryniden promoviert wurde. Ein weiterer Lehrer in München war Carl Wilhelm von Gümbel (Petrographie), bei dem er den Umgang mit Dünnschliffen lernte. 1877 kam Steinmann nach Straßburg als Assistent von Ernst Wilhelm Benecke, wo er im Jahre 1880 habilitierte mit einer Arbeit über Fossilien der Jura und Kreide von Caracoles in Bolivien (auf die Venia legendi verzichtete er, da er sich übergangen fühlte). Unter Benecke kartierte er im damals teilweise deutschen Lothringen. 1882/83 kam er selbst erstmals nach Südamerika als Teil einer astronomischen Expedition zur Beobachtung des Venustransits in Punta Arenas unter Arthur von Auwers. Dabei erkundete er auch die Geologie von Südpatagonien und anschließend Chile (u. a. kreidezeitliche Ammoniten und Geologie von Quiriquina) und Bolivien. Nach einem Jahr (1885–1886) als außerordentlicher Professor in Jena ging Steinmann nach Freiburg im Breisgau, wo er 1899/1900 Rektor war und bis zu seinem Wechsel nach Bonn im Jahre 1906 blieb. 1904 erfolgte die zweite Südamerikareise (besonders nach Bolivien, Peru). 1906 ging er als Nachfolger von Clemens August Schlüter als Direktor des Geologischen Instituts nach Bonn, wo er Mittel für einen Neubau des Instituts vom preußischen Kultusministerium zugesagt bekommen hatte, das 1911 eröffnet wurde. 1908 bereiste er Peru. 1924 wurde er emeritiert.
Er befasste sich vor allem mit der Geologie Südamerikas und gab ab 1892 die Reihe Beiträge zur Geologie und Paläontologie von Südamerika heraus (sie erschienen bis 1927 in insgesamt 29 Bänden). 1892 erschien seine geologische Karte von Südamerika (in Berghaus, Physikalischer Atlas, Gotha 1892) und 1891 eine Skizze der Geologie Südamerikas in The American Naturalist. 1926 wurde er auf dem Internationalen Geologenkongress in Madrid in die Kommission der Internationalen Geologischen Weltkarte für den Bereich Südamerika gewählt. 1929 erschien sein Standardwerk zur Geologie Perus. In Freiburg und später in Bonn befasste er sich auch mit dem Pleistozän des Oberrheins und anderen Aspekten regionaler Geologie, mit den Schweizer Alpen (besonders Graubünden) und allgemein mit Paläontologie und Abstammungslehre, wobei er eine umstrittene Theorie der vielstämmigen Herkunft größerer Organismengruppen vertrat (dargelegt in seinen Büchern Einführung in die Paläontologie und Die geologischen Grundlagen der Abstammungslehre). Neben Südamerika bereiste er auch den Ural und 1929 Ostasien (Java, Indonesien, Japan, Hongkong).
Zu Gustav Steinmanns archäologischen Veröffentlichungen gehört sein Beitrag zum Fundbericht über das Doppelgrab von Oberkassel. Darin hat er den Fundort beschrieben, an dem die beiden menschlichen Skelette aus dem Jungpaläolithikum gefunden worden waren.
Gustav Steinmann war Gründungsmitglied der Geologischen Vereinigung (und deren Vorsitzender von 1920 bis 1930 und zeitweise Herausgeber der Geologischen Rundschau), erster Schriftführer des Oberrheinischen Geologischen Vereins und Vorsitzender der Naturforschenden Gesellschaft zu Freiburg im Breisgau. Er war Ehrenmitglied der Deutschen Geologischen Gesellschaft. Er ist Träger der Goldenen Moreno Medaille des Museums der Universität von La Plata (1925). Er war korrespondierendes Mitglied der Russischen Akademie der Wissenschaften und der Academia Nacional de Ciencias en Córdoba in Argentinien.
1886 heiratete er die Frauenrechtlerin und Politikerin Adelheid Holtzmann. Aus der Ehe ging ein Sohn hervor, der Lehrer in Essen wurde. Zu den Enkeln gehörte Wulf Steinmann (1930–2019), Mitglied der Europäischen Akademie der Wissenschaften und Künste und Präsident und Rektor der Ludwig-Maximilians-Universität München (1982–1994).

## Ehrungen und Auszeichnungen
- Nach Gustav Steinmann ist die Gustav-Steinmann-Medaille benannt, die seit 1938 von der Geologischen Vereinigung verliehen wird. Laut Satzung werden Wissenschaftler ausgezeichnet, die sich in besonderer Weise um die Förderung der allgemeinen und regionalen Geowissenschaften verdient gemacht haben.
- Ebenfalls nach Gustav Steinmann benannt ist das Steinmann-Institut für Geologie, Mineralogie und Paläontologie der Rheinischen Friedrich-Wilhelms-Universität Bonn.
- Weiterhin auch die so genannte Steinmann-Trinität, die für das Penninikum der Alpen typische Vergesellschaftung von Ozeanbodenbasalten (Ophiolithe), Kieselgesteinen (Radiolarite) und Tiefseetonen (Bündnerschiefer).
- 3. April 1929: Ehrenmitglied im Oberrheinischen Geologischen Verein (OGV)

## Mitgliedschaften
- 1879: Oberrheinischer Geologischer Verein (OGV)

## Schriften
- mit Ludwig Döderlein: Elemente der Paläontologie, Leipzig: Engelmann, 1890 (Döderlein behandelte die Wirbeltiere)
- A Sketch of the Geology of South America, American Naturalist, Vol. 25, No. 298, 1891
- Über Thecospira im rhätischen Sandstein von Nürtingen. In: Neues Jahrbuch für Mineralogie, Geologie und Palaeontologie, Jahrgang 1894, Stuttgart 1894. S. 276–277
- Erläuterungen zur Geologischen Specialkarte des Grossherzogtums Baden, G. Steinmann & C. Regelmann, Heidelberg, 1903
- Einführung in die Paläontologie, Leipzig 1903, 2. Auflage 1907
- Die geologischen Grundlagen der Abstammungslehre, Leipzig 1908
- Herausgeber mit Otto Wilckens: Handbuch der regionalen Geologie, Heidelberg: Winter, 1910–1921 ff. (mehrbändig)
- Diluviale Menschenfunde in Obercassel bei Bonn. In: Die Naturwissenschaften. Nr. 27, 1914, zusammen mit Max Verworn und Robert Bonnet
- Die Eiszeit und der vorgeschichtliche Mensch, Leipzig; Berlin: Teubner, 1917
- Der diluviale Menschenfund von Obercassel bei Bonn. Wiesbaden 1919, zusammen mit Max Verworn und Robert Bonnet
- Geologie von Perú, Heidelberg: Carl Winter [Verl.], 1929

## Weiterführende Literatur
- Eugen Seibold, Ilse Seibold: Gustav Steinmann (1856–1929): Ein deutscher Ordinarius der Kaiserzeit. In: International Journal of Earth Sciences. Band 99, Supplement 1, 2010, S. 3–15, DOI:10.1007/s00531-010-0561-y
- Otto Wilckens: Gustav Steinmann. Sein Leben und sein Wirken, Geologische Rundschau, Band 21, 1930, S. 389–415
- Eckhard Villinger: Steinmann, Gustav. In: Neue Deutsche Biographie (NDB). Band 25, Duncker & Humblot, Berlin 2013, ISBN 978-3-428-11206-7, S. 214–216 (Digitalisat).
- Marc Krecher: Gustav Steinmann und sein Einfluss auf die Erforschung von Gebirgsbildungsprozessen in Alpen und Apennin. In: Berichte der Naturforschenden Gesellschaft zu Freiburg. Band 105, 2015, S. 37–86 (zobodat.at [PDF; 2,4 MB; abgerufen am 24. April 2022]).